# 宮内淳子
宮内淳子（みやうち じゅんこ、1955年 - ）は、日本近代文学研究者、元帝塚山学院大学教授。

## 人物・来歴
東京生まれ。1977年早稲田大学教育学部国文科卒、1987年お茶の水女子大学大学院人文科学研究科比較文化学専攻博士課程満期退学。1996年「岡本かの子 -無常の海へ」で博士（人文科学）。
相模女子大学短期大学専任講師、助教授、1996年帝塚山学院大学文学部国文科助教授、現代コミュニケーション学科教授。2013年退職。

## 著書
- 『谷崎潤一郎 異郷往還』国書刊行会 1991
- 『岡本かの子 無常の海へ』武蔵野書房 1994 『岡本かの子論』イー・ディー・アイ 2001
- 『藤枝静男論 タンタルスの小説』エディトリアルデザイン研究所 1999
- 『花食いの系譜 女性作家・『少女の友』・宝塚少女歌劇』翰林書房, 2022.7

### 共編著
- 『作家の自伝 56 岡本かの子』日本図書センター シリーズ・人間図書館 1997
- 『作家の自伝 109 有吉佐和子』日本図書センター シリーズ・人間図書館 2000
- 『富ノ澤麟太郎三篇』編 エディトリアルデザイン研究所 EDI叢書 2000
- 『有吉佐和子の世界』井上謙、半田美永共編 翰林書房 2004
- 『コレクション・モダン都市文化 第3巻 築地小劇場』ゆまに書房 2004
- 『父より息子へ 文章の達人家族への手紙』戸松泉共編著 ゆまに書房 2004
- 『コレクション・モダン都市文化 第50巻 舞踊とバレー』ゆまに書房 2009
- 『ライブラリー・日本人のフランス体験 第4巻 パリ]の憧憬と回想-『あみ・ど・ぱり』 2』柏書房 2009
- 『コレクション・モダン都市文化 第72巻 女優と男優』ゆまに書房 2011
- 『上海の日本人社会とメディア 1870-1945 共同研究』和田博文,徐静波,西村将洋,和田桂子共著. 岩波書店, 2014.10

## 参考サイト
- 宮内淳子 J-GLOBAL 2022年7月閲覧